# Yoon Hyun-min
Yoon Hyun-min (Hangul= 윤현민, RR= Yun Hyeon-min) es un actor surcoreano.

## Biografía
El 14 de abril de 2022, su agencia HUNUS Entertainment anunció que su padre había fallecido el 13 de abril después de perder su batalla contra una enfermedad.
Estudió en el "Cheongwon High School".
En 2005 fue jugador de béisbol para los "Hanwha Eagles" y para los "Doosan Bears" en 2006.
En 2015 comenzó a salir con la actriz surcoreana Jeon So-min, sin embargo la relación terminó en enero del 2016.
Desde abril del 2016 sale con la actriz surcoreana Baek Jin-hee.
La pareja se separó el 4 de septiembre de 2023. 

## Carrera
Es miembro de la agencia Hunus Entertainment (후너스엔터테인먼트). Previamente formó parte de la agencia Entertainment IAM.
Ha aparecido en sesiones fotográficas para "Arena Homme Plus", "Cosmopolitan", "First Look", "International bnt", "ELLE Magazine", entre otros...
En el 2010 apareció en la serie Yaksha donde dio vida al hijo del segundo consejero de estado.
El 27 de mayo de 2013 se unió al elenco principal de la serie Cruel City donde interpretó a Kim Hyun-soo, un hombre que conoce a Jung Shi-hyunen (Jung Kyung-ho) prisión, hasta el final de la serie el 30 de junio del mismo año.
En enero del 2014 se unió al elenco secundario de la serie Inspiring Generation donde dio vida al soldado Toyama Aoki.
En abril del mismo año apareció en la serie Witch's Romance donde interpretó a Yong Soo-cheol, el amigo de Yoon Dong-ha (Park Seo-joon).
En agosto del mismo año se unió a la serie Discovery of Love donde interpretó a Do Joon-ho, hasta el final de la serie en octubre del mismo año.
En abril del 2015 se unió al elenco principal de la serie Falling for Innocence donde dio vida a Lee Joon-hee, hasta el final de la serie el 23 de mayo del mismo año.
El 5 de septiembre de 2015 se unió al elenco principal de la serie My Daughter, Geum Sa-wol donde interpretó a Kang Chan-bin, hasta el final de la serie el 28 de febrero de 2016.
El 20 de junio de 2016 se unió al elenco principal de la serie Beautiful Mind donde interpretó a Hyun Suk-joo, un confiable cirujano cardiotorácico que es popular y muy querido entre los pacientes, hasta el final de la serie el 2 de agosto de 2016.
Ese mismo año se unió al elenco secundario de la serie The Good Wife donde dio vida a Kim Sae-byuk, el hermano menor de la abogada Kim Hye-kyung (Jeon Do-yeon).
En marzo de 2017 Se unió al elenco principal de la serie surcoreana Tunnel donde dio vida a Kim Seon-jae, un detective teniente de élite de la estación de policía de Hwayang, hasta el final de la serie el 21 de marzo del mismo año. El actor Kim Seul-woo interpretó a Seon-jae de niño durante el episodio no.16 .
El 9 de octubre del mismo año se unió al elenco principal de la serie Witch at Court donde interpretó a Yeo Jin-wook, un fiscal novato que solía ser un psiquiatra pediátrico, hasta el final de la serie el 28 de noviembre del 2017.
En el 2018 se unirá al elenco principal de la nueva serie Paul Fell From the Sky.
El 5 de noviembre del mismo año se unió al elenco principal de la serie Tale of Gyeryong Fairy donde interpretó a Jung Yi-hyun - "Bausae, el leñador", hasta el final de la serie el 25 de diciembre del mismo año.
El 7 de febrero del 2020 apareció como personaje principal de la serie My Holo Love (también conocida como "Me Alone and You") donde interpretó a Go Nan-do, genio dueño de una compañía de investigación TI, cuya identidad se mantiene como secreto, ya que diez años atrás fue un hacker durante un caso muy importante y fue "asesinado" mientras lo perseguían.
El 6 de julio del mismo año se unió al elenco principal de la serie To All The Guys Who Loved Me (también conocida como "That Guy Is That Guy" o "A Man Is A Man"), donde dio vida a Hwang Ji-woo, el CEO de una compañía farmacéutica, que debido a que no sonríe y parece distante, es visto como alguien a quien la gente encuentra difícil de leer desde que era joven, hasta el final de la serie el 1 de septiembre del mismo año.
El 21 de noviembre del mismo año se unió al elenco principal de la serie Get Revenge (también conocida como "The Goddess of Revenge") donde interpretó al abogado Cha Min-joon, un hombre quien nunca ha pedido un solo caso y que decide vengarse sin importar lo que le cueste de la persona que ocasionó que su familia terminara en la ruina, hasta el final de la serie el 17 de enero de 2021.

## Filmografía

### Series de televisión
| Año     | Título                                  | Personaje          | Notas         |
| ------- | --------------------------------------- | ------------------ | ------------- |
| 2009    | Fun TV Roller Coaster: Season 1         | -                  | -             |
| 2009    | Joseon Mystery Detective Jeong Yak-yong | -                  | -             |
| 2010    | More Charming by the Day                | Yoon Hyun-min      | -             |
| 2010    | Yaksha                                  | -                  | -             |
| 2010    | Kiss and the City                       | -                  | -             |
| 2012    | Still You                               | Lee Jae-ha         | -             |
| 2013    | Cruel City                              | Kim Hyun-soo       | 20 episodios  |
| 2014    | Inspiring Generation                    | Toyama Aoki        | -             |
| 2014    | Witch's Romance                         | Yong Soo-cheol     | -             |
| 2014    | Discovery of Love                       | Do Joon-ho         | 16 episodios  |
| 2014    | Drama Festival - "House, Mate"          | Sang-woo           | ep. #6        |
| 2015    | Because It's The First Time             | Oficial de Policía | ep. #4        |
| 2015    | Falling for Innocence                   | Lee Joon-hee       | 16 episodios  |
| 2015-16 | My Daughter, Geum Sa-wol                | Kang Chan-bin      | 51 episodios  |
| 2016    | Beautiful Mind                          | Dr. Hyun Suk-joo   | 14 episodios  |
| 2016    | The Good Wife                           | Kim Sae-byuk       | ep. #13       |
| 2017    | Tunnel                                  | Det. Kim Seon-jae  | 16 episodios  |
| 2017    | Witch at Court                          | Yeo Jin-wook       | 16 episodios  |
| 2018    | Paul Fell From the Sky                  | -                  | -             |
| 2018    | Tale of Gyeryong Fairy                  | Jung Yi-hyun       | 16 episodios  |
| 2020    | My Holo Love                            | Go Nan-do / Holo   | 12 episodios  |
| 2020    | To All The Guys Who Loved Me            | Hwang Ji-woo       | 32 episodios  |
| 2020-21 | Get Revenge                             | Cha Min-joon       | 16 episodios  |
| 2023    | Bo-ra! Deborah                          | Lee Soo-hyuk       | [ 31 ] [ 32 ] |

### Películas
| Año  | Título     | Personaje      | Notas                                                                                  |
| ---- | ---------- | -------------- | -------------------------------------------------------------------------------------- |
| 2016 | Take Off 2 | Entrenador Kim | junto a Soo Ae, Oh Dal-soo, Oh Yeon-seo, Ha Jae-sook, Kim Seul-gi y Jin Ji-hee         |
| 2011 | Pitch High | Sang-tae       | junto a Kim Joo-hyuk, Kim Sun-ah, Oh Jae-moo, Jun Min-seo, Park Chul-min y Lee Ho-yeon |

### Programas de televisión
| Año             | Programa                            | Notas   |
| --------------- | ----------------------------------- | ------- |
| 2014            | Please Take Care of My Refrigerator | -       |
| 2017            | I Live Alone                        | Ep. 181 |
| 2020            | Wanna Be Singers                    | miembro |
| 2021 - presente | Racket Boys                         | miembro |

### Teatro
| Año         | Obra                       | Personaje                   | Notas |
| ----------- | -------------------------- | --------------------------- | ----- |
| 2007, 2011  | Finding Kim Jong-wook      | Kim Jong-wook (primer amor) | -     |
| 2011        | Spring Awakening           | Melchior                    | -     |
| 2012        | Bachelor's Vegetable Store | Lee Tae-seong               | -     |
| 2013 - 2014 | Triangle                   | Do-yeon                     | -     |

## Discografía
| Año  | Título                            | Álbum                   | Notas |
| ---- | --------------------------------- | ----------------------- | ----- |
| 2020 | I'm Sorry, I'm All Sorry (윤현민) | OST Pt.6 de Get Revenge |       |

## Premios y nominaciones
| Año  | Premio               | Categoría                                          | Series                                   | Resultado |
| ---- | -------------------- | -------------------------------------------------- | ---------------------------------------- | --------- |
| 2014 | KBS Drama Award      | Best New Actor                                     | Inspiring Generation y Discovery of Love | Nominado  |
| 2015 | 34th MBC Drama Award | Excellence Award, Actor in a Special Project Drama | Mi hija, Geum Sa Wol                     | Nominado  |
| 2015 | 34th MBC Drama Award | Best New Actor in a Special Project Drama          | Mi hija, Geum Sa Wol                     | Ganó      |
| 2017 | KBS Drama Award      | Best Couple (junto a Jung Ryeo Won)                | Tribunal de brujas                       | Ganaron   |